# Plicatusidae
Plicatusidae zijn een uitgestorven familie van weekdieren uit de klasse van de Gastropoda (slakken).

## Taxonomie
De volgende taxa zijn bij de familie ingedeeld:
- Geslacht  † Plicatus Pan & Erwin, 2002
  -  † Plicatus multifilaris Pan & Erwin, 2002
  -  † Plicatus scalaris Pan & Erwin, 2002